# North Ridgeville
North Ridgeville ist eine City in Lorain County im amerikanischen Bundesstaat Ohio, etwa 30 km westlich von Cleveland. North Ridgeville hat 35.280 Einwohner (Stand der Volkszählung von 2020).
Das Rathaus von North Ridgeville wurde 1974 als Kulturdenkmal in das National Register of Historic Places (NRHP) aufgenommen.

## Geschichte
Der Ort wurde erstmals 1810 von Einwanderern aus Waterbury (Connecticut) besiedelt. 1813 wurde Ridgeville Township gegründet, aber erst 1958 erhielt das Township den Status als eigene Verwaltungseinheit („Village“), und wurde in North Ridgeville umbenannt. 1960 erhielt North Ridgeville mit Überschreiten der 5.000-Einwohner-Grenze den Status als Stadt.

## Persönlichkeiten
- Martin Mull (1943–2024), Schauspieler und Comedian, wuchs in North Ridgeville auf.